# Pchery
Pchery è un comune della Repubblica Ceca facente parte del distretto di Kladno, in Boemia Centrale.

## Geografia fisica
I comuni limitrofi sono Saky, Hrdlív, Vinařice, Třebichovice e Kvíček ad ovest, Knovíz, Netovice, Blahotice, Slaný, Drnov e Dolín a nord, Cvrčovice ad est e Motyčín, Švermov, Hnidousy, Dubí e Tuhaň a sud.

## Storia
Le prime testimonianze dell'esistenza del villaggio risalgono al 1228, quando esso diventa proprietà del monastero benedettino di San Giorgio nel Castello di Praga. A partire dal XVI secolo l'intero villaggio entrò nelle proprietà della potente famiglia dei Martinic.

## Geografia antropica

### Frazioni
- Pchery
- Humny